# 羽藤英二
羽藤 英二（はとう えいじ、1967年 - ） は、日本の都市工学者。東京大学大学院工学系研究科教授。松山アーバンデザインセンター長。計画・交通研究会会長。

## 人物・経歴
愛媛県生まれ。1990年広島大学工学部第4類卒業。1992年広島大学大学院工学研究科環境工学専攻修了、日産自動車入社、総合研究所。1998年愛媛大学工学部助手。1999年マサチューセッツ工科大学客員研究員。2000年リーズ大学客員研究員。2002年愛媛大学工学部助教授。2005年カリフォルニア大学サンタバーバラ校客員教授。2006年東京大学大学院工学系研究科助教授、ネパール工科大学客員教授。2012年東京大学大学院工学系研究科教授。2014年松山アーバンデザインセンターセンター長。浜通り地域デザインセンターなみえセンター長。付知地域デザインミュージアム館長。同年土木学会賞論文賞受賞。2018年グッドデザイン賞受賞。2021年計画・交通研究会会長。